# 善卷洞

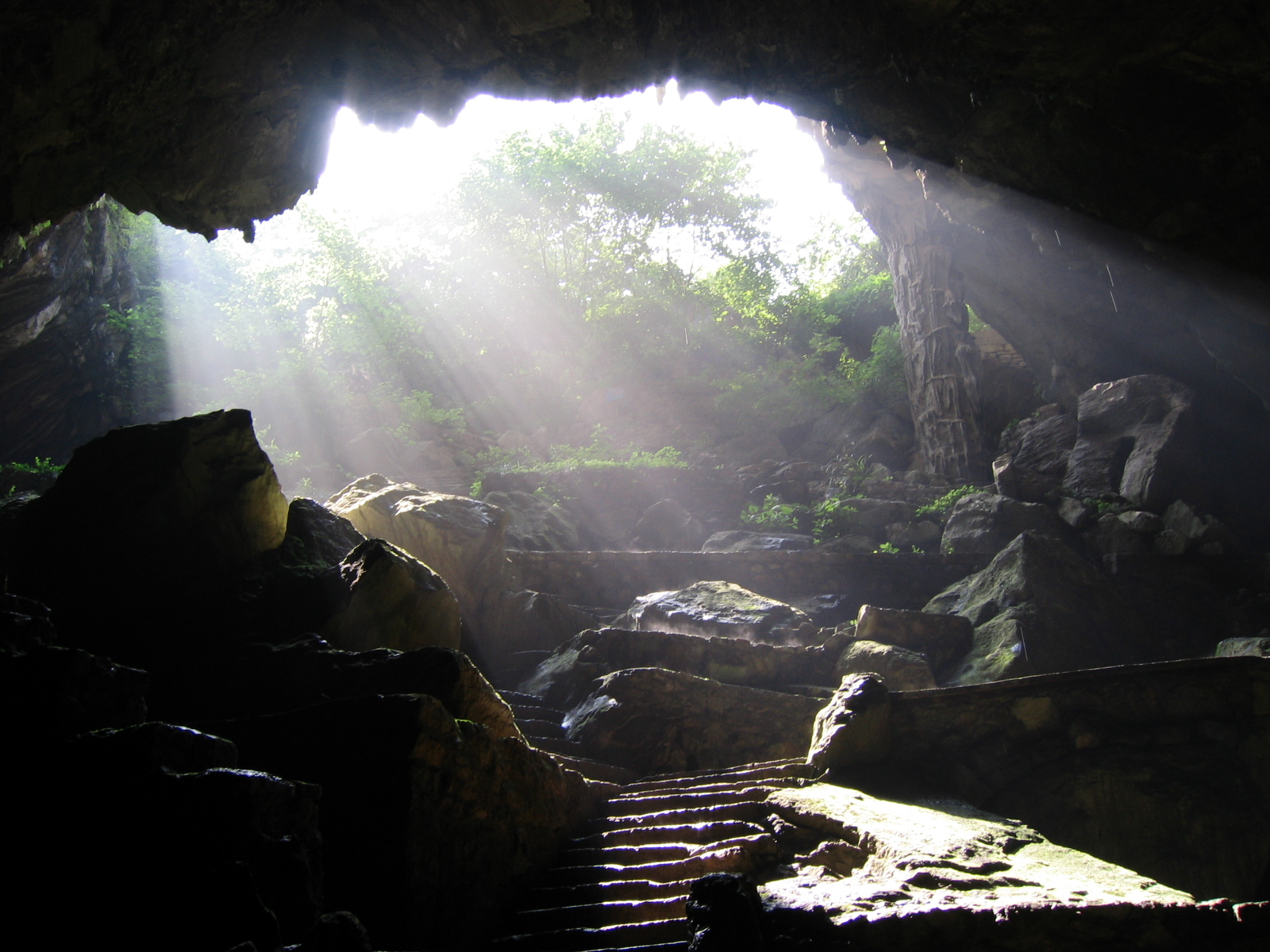
善卷洞

善卷洞，位於中国江苏省宜兴市张渚镇，距宜兴市区20公里。相傳虞舜要將天下禪讓給自己的老師善卷，善卷拒絕，隱居於此洞內而得名。

## 概述
宜興的西南山區喀斯特地形显著，集中有許多溶洞，善卷洞与張公洞、灵谷洞合称“宜兴三奇”。
而螺岩山中的善卷洞則為其中之最，善卷洞巧夺天工，绚丽多彩，分为上洞、中洞、下洞和水洞。洞里玲珑剔透的石钟乳，形态多异。其中，尤以水洞行舟为最，地下河长120米，曲折幽奇，犹如进入了龙王的水晶宫。后洞是国内《梁祝故事》记载最早、记述最丰、遗迹最多、史据最足的遗存地。
此外，洞邊有國山碑，為三國時所立。